# Saint Ombilic

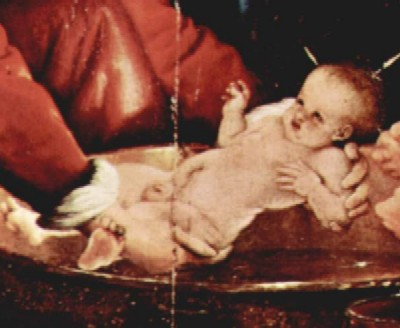
Détail du tableau de Lorenzo Lotto (vers 1527).

Le Saint Ombilic (appelé aussi Saint Nombril) est le nom donné par différentes églises chrétiennes à ce qui serait la relique du cordon ombilical de Jésus de Nazareth. 
À certaines époques où fleurissait le culte des reliques les plus étonnantes, des églises ont prétendu détenir ce souvenir de l'Enfant Jésus, comme d'autres du même genre : dents de lait de l'Enfant Jésus, Saint Prépuce...

## Contexte théologique et historique
Si les chrétiens pensent dans leur immense majorité que la conception de Jésus-Christ a été miraculeuse, ils imaginent cependant en général que sa naissance s'est passée comme celle des autres hommes. Il naquit donc naturellement relié à sa mère par un cordon ombilical.  
L'idée que le cordon ombilical de Jésus ait été conservé, et que de plus il se soit transmis à travers les âges n'a aucun caractère de vraisemblance historique. Cependant il s'est trouvé au cours des siècles plusieurs églises qui ont pensé détenir cette relique, soit dans son intégralité ou bien en partie. 
Ainsi le prétendu Saint Nombril de Châlons-en-Champagne fut détruit en 1707 après enquête sur l'ordre de l'évêque Jean-Baptiste-Louis-Gaston de Noailles. C'est l'un des très rares cas où la hiérarchie ecclésiastique[réf. nécessaire] eut l'audace, à l'époque des Lumières, de faire expertiser une relique pourtant vénérable et populaire, puis de la faire détruire. Cette anecdote est rapportée par de nombreux auteurs, dont Voltaire, qui salue le geste dans plusieurs de ses ouvrages, notamment dans son Traité sur la Tolérance. De même le libre-penseur Collin de Plancy. 
L'affaire fit beaucoup de bruit, car l'évêque fut traîné devant les tribunaux par ses ouailles scandalisées. Elle est ainsi résumée par le fameux jurisconsulte Désiré Dalloz : « L’église de Notre-Dame-en-Vaux, à Châlons, possédait une relique, consistant en une portion du nombril de Jésus-Christ, qu’elle exposait, à certaines époques, à la vénération des fidèles. M. de Noailles, évêque de Châlons, fit examiner par un médecin quelle substance ce pouvait être. Celui-ci, après l’avoir cassée entre ses dents, déclara que c’était un corps sans odeur ni saveur, dont il ne pouvait reconnaître la nature ; il la rendit à M. de Noailles, qui l’emporta. Plainte au possessoire de la part du chapitre de Notre-Dame-en-Vaux. »

## Localisations

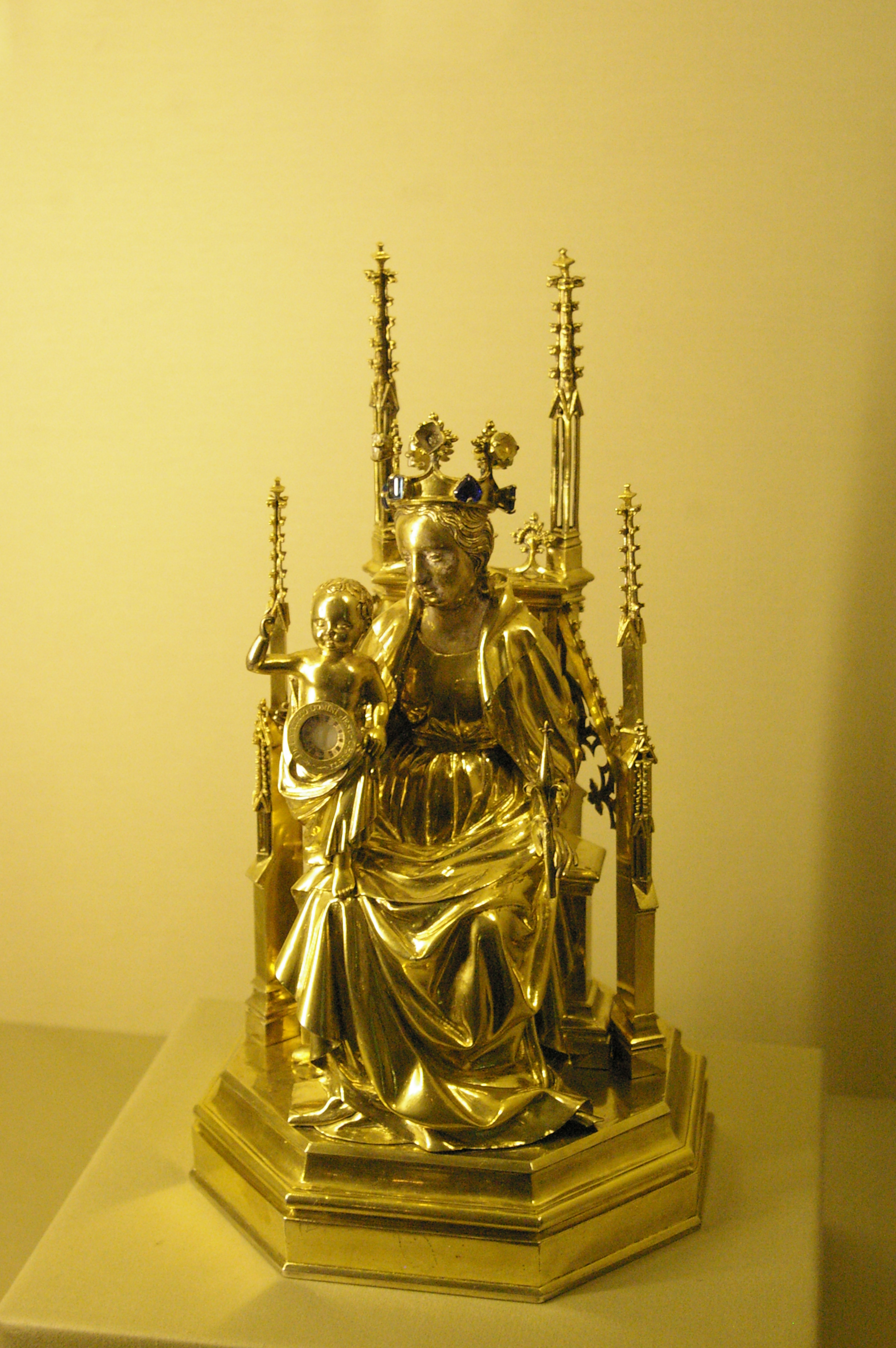
Reliquaire de l'Ombilic du Christ, Vierge à L'enfant (provient de l'église Notre-Dame-en-Vaux de Châlons-en-Champagne, 1407, auj. au musée de Cluny à Paris.

- Saint Nombril de Rome. Selon Collin de Plancy (1821), ce saint nombril était partagé entre deux églises : « la plus considérable (partie) est à Saint-Jean-de-Latran, l'autre à Sainte-Marie-du-Peuple »[6]

- Saint Nombril de Clermont. Il semble que celui-ci était complet ou présenté comme tel[7].

- Saint Nombril de Châlons-en-Champagne. En 1407, c'est-à-dire avant la constitution du nouveau reliquaire aujourd'hui conservé au Musée de Cluny, cette relique était déjà conservée dans un simple récipient d'argent portant l'inscription De Umbilico Domini (fragment du nombril du Seigneur), sans qu'on en sache davantage. Pour expliquer la présence à Châlons de cette relique aussi revendiquée par Rome, une légende locale se forme alors : Charlemagne l'aurait reçue de l'Empereur de Byzance, et donnée à un pape, dont un successeur, vraisemblablement le Français Clément V, en aurait donné une partie à l'évêque de Châlons de son temps. Des Châlonnais venus en délégation voir l'évêque lui garantissent qu'ils ont rencontré eux-mêmes quelqu'un qui leur a dit avoir eu l'occasion de consulter les archives papales, où il aurait aperçu une bulle en bonne et due forme attestant tout cela[8]...

## Le Saint Ombilic dans les Beaux Arts
- Un orfèvre anonyme a réalisé en 1407, sous la forme d'une statuette de Vierge à l'Enfant, un reliquaire du cordon ombilical de Jésus pour le compte des exécuteurs testamentaires de Thibault Des Abbés, bourgeois de Châlons-en-Champagnes et au bénéfice de la collégiale  de Notre-Dame-en-Vaux. L'œuvre, conservée à Paris au Musée de Cluny, a été l'objet d'une description par sa directrice[9].

- Lorenzo Lotto a peint vers 1527 une Nativité (conservée à la Pinacothèque nationale de Sienne) où l'on voit Jésus au bain et son cordon ombilical.